# ウェイド・マイリー
ウェイド・アレン・マイリー（Wade Allen Miley, 1986年11月13日 - ）は、アメリカ合衆国ルイジアナ州タンジパホア郡ハモンド出身のプロ野球選手（投手）。左投左打。MLBのシンシナティ・レッズ所属。

## 経歴

### プロ入りとダイヤモンドバックス時代

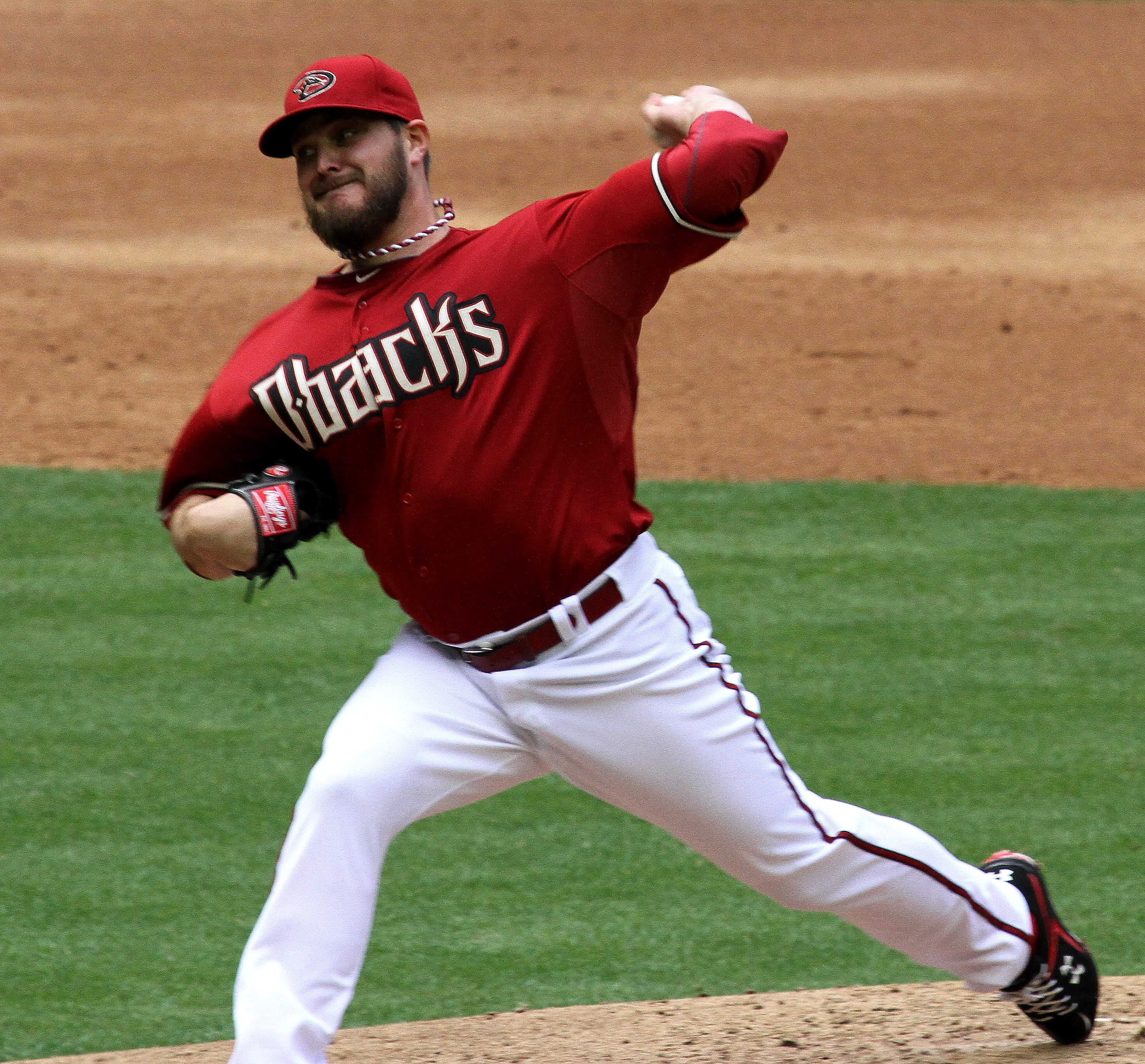
アリゾナ・ダイヤモンドバックス時代
（2013年4月10日）

2008年のMLBドラフト1巡目追補（全体43位）でアリゾナ・ダイヤモンドバックスから指名され、7月10日に契約。契約後、傘下のA-級ヤキマ・ベアーズでプロデビュー。7試合に登板して1勝1敗、防御率4.91、11奪三振を記録した。
2009年はまずA級サウスベンド・シルバーホークスでプレーし、21試合に先発登板して5勝9敗、防御率4.12、91奪三振を記録した。8月にA+級バイセイリア・ローハイドへ昇格。3試合に先発登板して1勝1敗、防御率4.80、11奪三振を記録した。
2010年はまずA+級バイセイリアでプレーし、14試合に先発登板して4勝5敗、防御率3.25、50奪三振を記録した。6月にAA級モービル・ベイベアーズへ昇格。13試合に先発登板して5勝2敗、防御率1.98、63奪三振を記録した。
2011年はAA級モービルで開幕を迎え、14試合に登板後、7月にAAA級リノ・エーシズへ昇格。8試合に先発登板して4勝1敗、防御率3.64、56奪三振を記録した。8月15日にダイヤモンドバックスとメジャー契約を結んでアクティブ・ロースター入りした。8月20日のアトランタ・ブレーブス戦で先発起用され、メジャーデビュー。4回を投げ、7安打、5失点で敗戦投手となった。2度目の登板となった8月25日のワシントン・ナショナルズ戦では、6回を無失点に抑え、 MLB初勝利を挙げた。この年メジャーでは8試合（先発7試合）に登板して4勝2敗、防御率4.50、25奪三振を記録した。
2012年3月3日にダイヤモンドバックスと1年契約に合意。開幕後は4月に3勝0敗、防御率1.29の好成績でルーキー・オブ・ザ・マンスに選出された。前半戦は17試合の登板で、9勝5敗、防御率3.04を記録し、オールスターゲームに初選出された。9回から登板し、打者1人を打ち取って降板した。この年は32試合（先発29試合）に登板し、ダルビッシュ有と並んで新人最多タイの16勝（11敗）を記録したが、ナショナルリーグの新人王の投票ではブライス・ハーパーに7ポイント及ばず2位となった。
2013年3月2日にダイヤモンドバックスと1年契約に合意。この年は33試合に先発登板して10勝10敗、防御率3.55、147奪三振を記録した。
2014年3月3日にダイヤモンドバックスと1年契約に合意。自身初めて開幕投手を務めた。この年は33試合に先発登板して8勝12敗、防御率4.34、183奪三振を記録した。

### レッドソックス時代

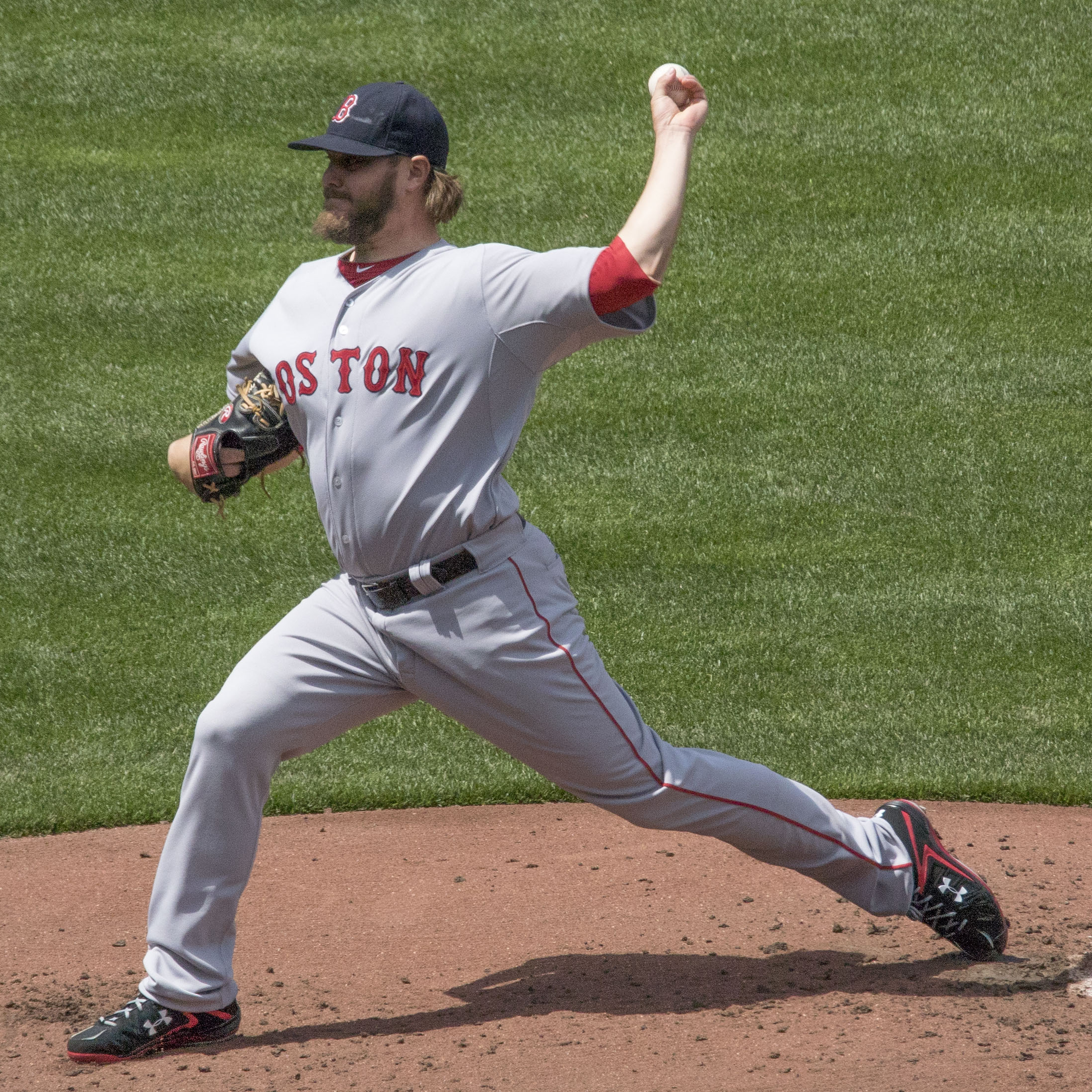
ボストン・レッドソックス時代
（2015年4月26日）

2014年12月12日にルビー・デラロサ、アレン・ウェブスター、レイメル・フローレスとのトレードで、ボストン・レッドソックスへ移籍した。
2015年は年間通じて先発ローテーションの座を守り、チームの先発投手最多の193.2イニングを投げた。2年ぶりの2桁勝利となる11勝（11敗）を記録したが、防御率4.46は、3年連続での防御率悪化となった。一方、3年ぶりに被本塁打を20本未満に抑えるなど、向上した面も見せた。

### マリナーズ時代
2015年12月7日にロエニス・エリアス、カーソン・スミスとのトレードで、ジョナサン・アロと共にシアトル・マリナーズへ移籍した。
2016年は開幕から先発ローテーションに入り、19試合に登板したが、防御率4.98、FIP4.76と芳しくなくて7勝8敗と負け越した。ただ、7つの勝ち星の中にはMLB初の完封勝利が含まれていた。

### オリオールズ時代

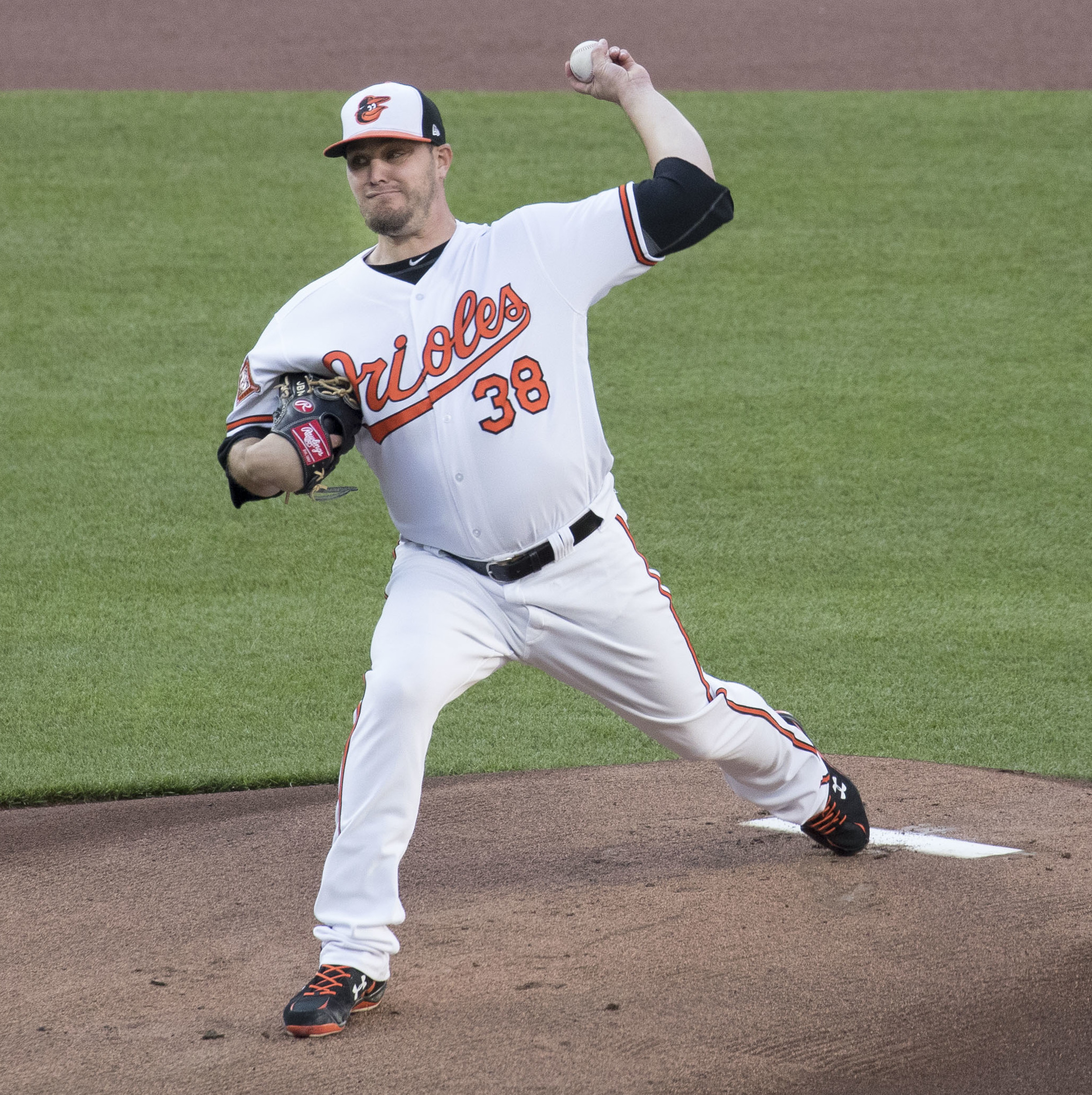
ボルチモア・オリオールズ時代
（2017年6月7日）

2016年7月31日にアリエル・ミランダとのトレードで、ボルチモア・オリオールズへ移籍した。オリオールズでは11試合に先発登板したが、移籍前にも増して打ち込まれ、2勝5敗、防御率6.17とここでも負け越した。シーズン通算では30試合に先発登板し、5年連続で規定投球回に到達したものの、防御率5.37、13敗、99自責点、25被本塁打等、マイナス面のスタッツで軒並み自己ワースト記録を更新してしまった。
2017年は32試合に先発登板したが、与四球率が前年の2.7から5.3に大幅に悪化し、結果8勝15敗、防御率5.61、WHIP1.73と前年から更に成績を落とし規定投球回到達も逃した。オフの11月3日にFAとなった。

### ブルワーズ時代
2018年2月16日にミルウォーキー・ブルワーズとマイナー契約を結び、同年のスプリングトレーニングに招待選手として参加することになった。開幕は傘下のAA級ビロクシ・シャッカーズで迎えた。5月2日にメジャー契約を結んでアクティブ・ロースター入りした。同日のシンシナティ・レッズ戦で先発して6回1失点の投球で勝利投手となった。この年は16試合に先発登板して5勝2敗、防御率2.57、50奪三振を記録した。チームは地区優勝を果たし、マイリーはポストシーズン4試合に先発、防御率1.23を記録した。オフの10月29日にFAとなった。

### アストロズ時代
2019年2月1日にヒューストン・アストロズと1年総額450万ドルの契約を結んだ。開幕から8月までは防御率3.13であったが、9月の防御率は16.68を記録。この年は33試合に先発登板し、14勝6敗、防御率3.98を記録した。チームは地区優勝を果たしたが、9月の成績を受けてポストシーズンでは先発ローテションから外れた。アメリカンリーグディビジョンシリーズ(ALDS)では1試合に救援登板し、3失点を記録。アメリカンリーグチャンピオンシップシリーズ（ALCS）以降は25人枠から外れ、シーズンを終えた。オフの10月31日にFAとなった。

### レッズ時代
2019年12月18日に2年総額1500万ドル+クラブオプション1年総額1000万ドルでシンシナティ・レッズと契約を結んだ。
2021年5月7日のインディアンス戦でレッズ史上17人目のノーヒットノーランを達成した。5月10日に自身初めてプレイヤー・オブ・ザ・ウィークを受賞した。

### カブス時代
2021年11月5日にウェイバー公示を経てシカゴ・カブスへ移籍した。
2022年オフの11月6日にFAとなった。

### ブルワーズ復帰
2023年はミルウォーキー・ブルワーズでプレー。オフの11月3日に契約延長オプションを破棄して、FAとなった。しかし、12月4日に1年最大850万ドル（2年目相互オプション）で再契約した。
2024年オフの11月1日に契約オプションを破棄してFAとなった。

### レッズ復帰
2025年1月29日にシンシナティ・レッズとマイナー契約を結んだ。この契約には、メジャーに昇格した場合の出来高が含まれていた。開幕後は4月22日にA級デイトン・ドラゴンズに配属されたのち、5月10日にAAA級ルイビル・バッツに昇格した。6月1日にオプトアウトを選択して一度は自由契約となるも、3日後にハンター・グリーンの故障者リスト入りに伴って、メジャー契約で契約を結び直した。同日に行われたミルウォーキー・ブルワーズ戦ではライオン・リチャードソンの後を受けて3番手として登板。2回を投げたものの、アイザック・コリンズに3点本塁打を浴びるなど4失点という内容で役割を果たすことが出来なかった。

## 選手としての特徴
| 球種           | 配分 | 平均球速 |
| -------------- | ---- | -------- |
| カッター       | 47 % | 88 mph   |
| チェンジアップ | 21 % | 81 mph   |
| フォーシーム   | 16 % | 91 mph   |
| カーブ         | 9 %  | 76 mph   |
| シンカー       | 6 %  | 90 mph   |
| スライダー     | 1 %  | 82 mph   |

平均球速145km/hのフォーシームとツーシーム、平均125km/hのカーブ、平均136km/hのスライダー、平均133km/hのチェンジアップを持ち球としている。スライダーは2013年から投げるようになった。また、2014年まではツーシームを主体としたグラウンドボーラーだったが、2015年にはツーシームを投げる割合を減らし、2016年では持ち球の中でもっとも投げる頻度が少なくなった。変化球はスライダー、チェンジアップがほぼ同等の割合で、この2球種に比べてカーブは少なめとなっている。速球の最速は、2014年に計測した96.2mph（約154.8km/h）。

## 詳細情報

### 年度別投手成績
| 年 度     | 球 団     | 登 板 | 先 発 | 完 投 | 完 封 | 無 四 球 | 勝 利 | 敗 戦 | セ 丨 ブ | ホ 丨 ル ド | 勝 率 | 打 者 | 投 球 回 | 被 安 打 | 被 本 塁 打 | 与 四 球 | 敬 遠 | 与 死 球 | 奪 三 振 | 暴 投 | ボ 丨 ク | 失 点 | 自 責 点 | 防 御 率 | W H I P |
| --------- | --------- | ----- | ----- | ----- | ----- | -------- | ----- | ----- | -------- | ----------- | ----- | ----- | -------- | -------- | ----------- | -------- | ----- | -------- | -------- | ----- | -------- | ----- | -------- | -------- | ------- |
| 2011      | ARI       | 8     | 7     | 0     | 0     | 0        | 4     | 2     | 0        | 0           | .667  | 180   | 40.0     | 48       | 6           | 18       | 0     | 0        | 25       | 1     | 0        | 20    | 20       | 4.50     | 1.65    |
| 2012      | ARI       | 32    | 29    | 0     | 0     | 0        | 16    | 11    | 0        | 0           | .593  | 807   | 194.2    | 193      | 14          | 37       | 0     | 2        | 144      | 6     | 1        | 79    | 72       | 3.33     | 1.18    |
| 2013      | ARI       | 33    | 33    | 0     | 0     | 0        | 10    | 10    | 0        | 0           | .500  | 847   | 202.2    | 201      | 21          | 66       | 4     | 4        | 147      | 13    | 0        | 88    | 80       | 3.55     | 1.32    |
| 2014      | ARI       | 33    | 33    | 0     | 0     | 0        | 8     | 12    | 0        | 0           | .400  | 866   | 201.1    | 207      | 23          | 74       | 3     | 4        | 183      | 9     | 0        | 103   | 97       | 4.34     | 1.40    |
| 2015      | BOS       | 32    | 32    | 1     | 0     | 1        | 11    | 11    | 0        | 0           | .500  | 831   | 193.2    | 201      | 17          | 64       | 0     | 4        | 147      | 10    | 1        | 98    | 96       | 4.46     | 1.37    |
| 2016      | SEA       | 19    | 19    | 1     | 1     | 0        | 7     | 8     | 0        | 0           | .467  | 469   | 112.0    | 117      | 18          | 34       | 1     | 3        | 82       | 5     | 2        | 62    | 62       | 4.98     | 1.37    |
| 2016      | BAL       | 11    | 11    | 0     | 0     | 0        | 2     | 5     | 0        | 0           | .286  | 242   | 54.0     | 70       | 7           | 15       | 0     | 3        | 55       | 3     | 0        | 38    | 37       | 6.17     | 1.57    |
| '16計     | BAL       | 32    | 32    | 1     | 1     | 0        | 9     | 13    | 0        | 0           | .409  | 711   | 166.0    | 187      | 25          | 49       | 1     | 6        | 137      | 8     | 2        | 100   | 99       | 5.37     | 1.42    |
| 2017      | BAL       | 32    | 32    | 0     | 0     | 0        | 8     | 15    | 0        | 0           | .348  | 728   | 157.1    | 179      | 25          | 93       | 1     | 4        | 142      | 1     | 0        | 104   | 98       | 5.61     | 1.73    |
| 2018      | MIL       | 16    | 16    | 0     | 0     | 0        | 5     | 2     | 0        | 0           | .714  | 338   | 80.2     | 71       | 3           | 27       | 1     | 5        | 50       | 1     | 0        | 28    | 23       | 2.57     | 1.21    |
| 2019      | HOU       | 33    | 33    | 0     | 0     | 0        | 14    | 6     | 0        | 0           | .700  | 720   | 167.1    | 164      | 23          | 61       | 0     | 5        | 140      | 4     | 2        | 83    | 74       | 3.98     | 1.35    |
| 2020      | CIN       | 6     | 4     | 0     | 0     | 0        | 0     | 3     | 0        | 0           | .000  | 67    | 14.1     | 15       | 1           | 9        | 0     | 2        | 12       | 0     | 1        | 10    | 9        | 5.65     | 1.67    |
| 2021      | CIN       | 28    | 28    | 1     | 1     | 0        | 12    | 7     | 0        | 0           | .632  | 690   | 163.0    | 166      | 17          | 50       | 0     | 3        | 125      | 2     | 0        | 64    | 61       | 3.37     | 1.33    |
| 2022      | CHC       | 9     | 8     | 0     | 0     | 0        | 2     | 2     | 0        | 0           | .500  | 159   | 37.0     | 31       | 3           | 14       | 0     | 2        | 28       | 1     | 0        | 20    | 13       | 3.16     | 1.22    |
| 2023      | MIL       | 23    | 23    | 0     | 0     | 0        | 9     | 4     | 0        | 0           | .692  | 490   | 120.1    | 99       | 16          | 38       | 0     | 3        | 79       | 2     | 0        | 44    | 42       | 3.14     | 1.14    |
| 2024      | MIL       | 2     | 2     | 0     | 0     | 0        | 0     | 1     | 0        | 0           | .000  | 30    | 7.0      | 6        | 1           | 4        | 0     | 1        | 2        | 0     | 1        | 5     | 5        | 6.43     | 1.43    |
| MLB：14年 | MLB：14年 | 317   | 310   | 3     | 2     | 1        | 108   | 99    | 0        | 0           | .522  | 7464  | 1745.1   | 1768     | 195         | 605      | 10    | 45       | 1361     | 58    | 8        | 846   | 789      | 4.07     | 1.36    |

- 2024年度シーズン終了時
- 各年度の太字はリーグ最高

### ポストシーズン投手成績
| 年 度     | 球 団     | シ リ ｜ ズ | 登 板 | 先 発 | 勝 利 | 敗 戦 | セ ｜ ブ | 打 者 | 投 球 回 | 被 安 打 | 被 本 塁 打 | 与 四 球 | 敬 遠 | 与 死 球 | 奪 三 振 | 暴 投 | ボ ｜ ク | 失 点 | 自 責 点 | 防 御 率 |
| --------- | --------- | ----------- | ----- | ----- | ----- | ----- | -------- | ----- | -------- | -------- | ----------- | -------- | ----- | -------- | -------- | ----- | -------- | ----- | -------- | -------- |
| 2018      | MIL       | NLDS        | 1     | 1     | 0     | 0     | 0        | 18    | 4.2      | 3        | 0           | 1        | 0     | 0        | 2        | 0     | 0        | 0     | 0        | 0.00     |
| 2018      | MIL       | NLCS        | 3     | 3     | 0     | 0     | 0        | 40    | 10.0     | 7        | 1           | 3        | 0     | 0        | 7        | 0     | 0        | 2     | 2        | 1.80     |
| 2019      | HOU       | ALDS        | 1     | 0     | 0     | 0     | 0        | 14    | 2.2      | 4        | 1           | 1        | 0     | 0        | 1        | 0     | 0        | 3     | 2        | 6.75     |
| 出場：2回 | 出場：2回 | 出場：2回   | 5     | 4     | 0     | 0     | 0        | 72    | 17.1     | 14       | 2           | 5        | 0     | 0        | 10       | 0     | 0        | 5     | 4        | 2.08     |

- 2024年度シーズン終了時

### 年度別守備成績
| 年 度 | 球 団 | 投手（P） | 投手（P） | 投手（P） | 投手（P） | 投手（P） | 投手（P） |
| 年 度 | 球 団 | 試 合     | 刺 殺     | 補 殺     | 失 策     | 併 殺     | 守 備 率  |
| ----- | ----- | --------- | --------- | --------- | --------- | --------- | --------- |
| 2011  | ARI   | 8         | 1         | 4         | 1         | 1         | .833      |
| 2012  | ARI   | 32        | 2         | 28        | 1         | 1         | .968      |
| 2013  | ARI   | 33        | 14        | 24        | 0         | 0         | 1.000     |
| 2014  | ARI   | 33        | 7         | 27        | 3         | 2         | .919      |
| 2015  | BOS   | 32        | 7         | 30        | 1         | 1         | .974      |
| 2016  | SEA   | 19        | 2         | 13        | 0         | 0         | 1.000     |
| 2016  | BAL   | 11        | 0         | 8         | 0         | 0         | 1.000     |
| '16計 | BAL   | 30        | 2         | 21        | 0         | 0         | 1.000     |
| 2017  | BAL   | 32        | 3         | 21        | 2         | 2         | .923      |
| 2018  | MIL   | 16        | 5         | 11        | 1         | 1         | .941      |
| 2019  | HOU   | 33        | 7         | 19        | 1         | 1         | .963      |
| 2020  | CIN   | 6         | 3         | 1         | 0         | 0         | 1.000     |
| 2021  | CIN   | 28        | 3         | 30        | 2         | 3         | .943      |
| 2022  | CHC   | 9         | 0         | 3         | 1         | 0         | .750      |
| 2023  | MIL   | 23        | 4         | 17        | 0         | 2         | 1.000     |
| 2024  | MIL   | 2         | 0         | 2         | 0         | 0         | 1.000     |
| MLB   | MLB   | 317       | 58        | 238       | 13        | 14        | .958      |

- 2024年度シーズン終了時
- 各年度の太字はリーグ最高

### 表彰
- ルーキー・オブ・ザ・マンス：1回（2012年4月）
- プレイヤー・オブ・ザ・ウィーク（英語版）：1回（2021年5月10日）

### 記録
- MLBオールスターゲーム選出：1回（2012年）
- ノーヒットノーラン：1回（2021年5月7日、対クリーブランド・インディアンス戦）

### 背番号
- 36（2011年 - 2014年）
- 20（2015年 - 2016年途中、2018年 - 2019年、2023年 - 2024年）
- 38（2016年途中 - 2017年）
- 22（2020年 - 2021年、2025年 - ）
- 20（2022年）